# Gruiformes
Ordre
L'ordre des Gruiformes  est un ordre d'oiseaux qui se caractérisent par leur bec long et pointu et l'absence de jabot. On les rencontre généralement dans les milieux ouverts tels que les steppes ou au bord des cours d'eau. Ils nichent au sol, ont des poussins nidifuges mais qui peuvent être dépendants de leurs parents pour la nourriture. Gruiforme veut dire semblable à une grue.

## Liste des familles
D'après la classification de référence (version 5.1, 2015) du Congrès ornithologique international (ordre alphabétique) :
- Aramidae : courlan (1 espèce)
- Gruidae : grues (15 espèces)
- Heliornithidae : grébifoulques (3 espèces)
- Psophiidae : agamis (3 espèces)
- Rallidae : râles, marouettes, talèves, gallinules, foulques (154 espèces)
- Sarothruridae : râles (9 espèces)

## Anciennes familles
Dans la classification de Sibley, l'ordre contenait en plus les familles suivantes :
- Rhynochetidae (cagou) et Eurypygidae (caurale), devenus Eurypygiformes
- Cariamidae (cariamas), devenus l'ordre des Cariamiformes
- Mesitornithidae (mésites), devenus l'ordre des Mesitornithiformes
- Otididae (outardes), devenus l'ordre des Otidiformes